# Токпанов, Аскар Токпанович
Аскар Токпанович Токпанов (15.10.1915 — 22.11.1994) — советский, казахский театральный педагог, театральный режиссёр

, один из первых профессиональных казахстанских режиссеров, основоположник казахской театральной педагогики. Он является одним из основателей сектора истории искусств Академии наук Казахстана. Народный артист Казахской ССР (1975).

## Биография
Родился 15 октября 1915 года в селе Шиликемер Илийского района Алматинской области. Происходит из рода жаныс племени дулат
В 1939 году окончил режиссерский факультет Московского государственного института театрального искусства им. А. В. Луначарского. Его учителем был профессор, народный артист РСФСР Сахновский Василий Григорьевич.
А. Токпанов перевел «Иванов», «Чайка» А.Чехова, «Истина сильна и счастлива» А.Островского, «Нора» Г. Ибсена, «Прогулка на прогулке» А.Салинского, «Повар» А.Сафронова. Написал пьесы «Тазша бала», «Тасыған төгілер». Автор книг Сахна сазы (1969), Кешеден бүгінге дейін (1976), Іңкәр дүние (1991).
Скончался 22 ноября 1994 года в городе Алматы.

## Память
На стене дома, где жил в последние годы Аскар Токпанов, установлена мемориальная доска (улица Шевченко, 2).
В Астане есть улица Аскара Токпанова
31 января 2024 года поселок КазЦИК в Илийском районе Алматинской области переименован в поселок имени Аскара Токпанова

## Трудовая деятельность
1. 1939—1944 — режиссёр-постановщик Академического казахского драматического театра имени М. Ауэзова
2. 1945—1946 — художественный руководитель Карагандинского казахского драматического театра
3. 1948—1951 — режиссёр-постановщик Академического казахского драматического театра имени М. Ауэзова
4. 1951—1953 — художественный руководитель Казахского академического театра для детей и юношества им. Г.Мусрепова
5. 1955—1959 — художественный руководитель Атырауского областного казахского театра имени Махамбета
6. 1969—1971 — художественный руководитель Жамбылского областного казахского драматического театра
7. 1939—1944 — преподаватель Алматинского театрального училища
8. С 1955 г. и до конца жизни преподавал в Академии художеств им. Т. Жургенова на факультете актерского мастерства и режиссуры

## Театральные работы
• М. Ауезов пен Л.Соболевтің «Абай» (1940)
• Ш. Хусаинов «Марабай» (1941)
• М. Ауезов «В час испытаний» (1941)
• С. Муканов «Песня Победы» (1942)
• М. Ауэзов «Енлик-Кебек» (1944)
• Г. Мусрепов «Акан Сери Актокты» (1945)
• П. Штейн «Суд чести» (1948)
• Д. Гоу, А. Д. Юссо «Глубокие корни» (1948)
• Г. Мустафин «Миллионер» (1950)
• М. Акынжанов «Ибрай Алтынсарин» (1951)
• Ш. Кусаинов «Нурлы Тас» (1951)
• Ш. Кусаинов «Көктем желі» (1953)
• Ш. Кусаинов «Алдар көсе» (1954)
• Н. В. Гоголь «Ревизор» (1954)
• М. Ауезов «Абай» (1955)
• Г. Мусрепов «Амангельди» (1955)
• А. Тажибаев «Майра» (1957)
• М. Ауезов «Карагоз» (1959)
• Т. Ахтанов «Горе любви» (1969)
• Б. Майлин «Майдан» (1965)
• Н. Погодин «Кремль куранттары» (1970)
• А. Уйгын и И.Султанов «Әлішер Науаи» (1983)

## Семья
Жена — Кулян Закарина. Дети — Зейнет Аскаровна (покойная) — театральный критик, Жаннет Аскаровна (покойная) — полиграфист, Арыстан Аскарович (покойный) — экономист, Алтай Аскарович — киносценарист, Лязят Аскаровна (покойная) — экономист, Айбол Аскарович — историк

## Известные ученики
Среди учеников Токпанова 14 народных артистов СССР и Казахстана и около 30 заслуженных артистов Казахской ССР. Всего педагог выпустил более 250 режиссеров и актеров.
1. Джандарбекова, Шолпан Исабековна — Народная артистка СССР
2. Шарипова Фарида Шариповна — Народная артистка СССР
3. Ногайбаев, Идрис Ногайбаевич — Народный артист СССР
4. Ашимов Асанали Ашимович — Народный артист СССР
5. Римова, Бикен — Народная артистка Казахской ССР
6. Сакиева, Куляш Срымбетовна — Народная артистка Казахской ССР
7. Оразбаев Сабит Конырбаевич — Народный артист Казахской ССР
8. Ружева, Алтын Ибрагимовна — Народная артистка Казахской ССР
9. Бактыгереев, Мухтар — Народный артист Казахстана
10. Тасыбекова, Торгын Жылкышыевна- Народная артистка Республики Казахстана
11. Мышбаева, Нукетай — Народная артистка Республики Казахстана
12. Сейтметов, Райымбек Ногайбаевич- Народный артист Казахской ССР
13. Обаев Есмухан Несипбаевич — Народный артист Казахской ССР
14. Байсеркенов Маман — Народный артист Казахстана
15. Аспетова, Гульжан Жарылкасымовна — Народная артистка Республики Казахстана
16. Карсакбаев, Абдулла — Заслуженный деятель искусств Казахской ССР
17. Зулхашев, Чапай — Заслуженный деятель искусств Казахской ССР

## Награды и звания
- Профессор
- Народный артист Казахской ССР (1975)
- Орден «Знак Почёта» (3 января 1959) — за выдающиеся заслуги в развитии казахского искусства и литературы и в связи с декадой казахского искусства и литературы в гор. Москве Заслуженный деятель искусств Казахской ССР (1957)
- Орден Трудового Красного Знамени
- Орден Дружбы народов
- Медаль «Ветеран труда»